# 拉莫特 (阿摩尔滨海省)
拉莫特（法語：La Motte，法語發音：[la mɔt]）是法国阿摩尔滨海省的一个市镇，位于该省南部，属于圣布里厄区。

## 地理
拉莫特（48°14'6"N, 2°43'56"W）面积43.03 平方千米，位于法国布列塔尼大區阿摩尔滨海省，该省份为法国西北部沿海省份，位于布列塔尼半岛北部，北濒大西洋英吉利海峡，西接菲尼斯泰尔省，南至莫尔比昂省，东临伊勒-维莱讷省。
与拉莫特接壤的市镇（或旧市镇、城区）包括：戈松、格拉斯于泽勒、卢代阿克、普莱梅、拉普雷内赛、特雷韦、普卢格纳-朗加、勒默内。

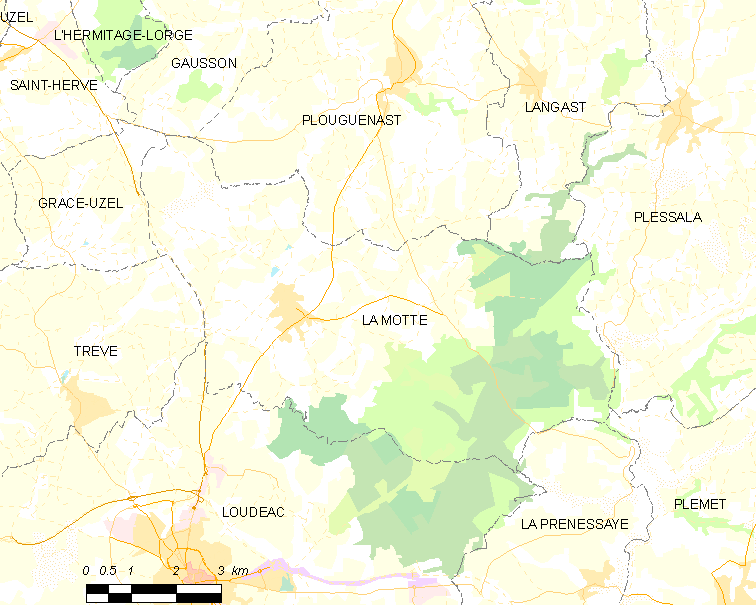
的OSM定位图

拉莫特的时区为UTC+01:00、UTC+02:00（夏令时）。

## 行政
拉莫特的邮政编码为22600，INSEE市镇编码为22155。

## 政治
拉莫特所属的省级选区为盖莱当县。

## 人口

1962-2008年间人口变化图示

拉莫特于2022年1月1日时的人口数量为2159人。